# Carter Jenkins
Carter Mark Jenkins, dit Carter Jenkins, né le 4 septembre 1991 à Tampa, en Floride, aux (États-Unis), est un acteur américain.

## Biographie

### Enfance et formation
Carter Jenkins est né à Tampa, en Floride de l'union de Mary et Eric Jenkins. Il a une sœur ainée prénommée Tiffany, son frère ainé, Renneker Jenkins, est aussi acteur. Comme son personnage dans Keeping Up with the Steins, il est juif, et il a fréquenté une école hébraïque.

### Carrière
En 2010, il a joué dans la comédie romantique Valentine's Day de Garry Marshall dans le rôle d'Alex, le petit ami de Grace (interprétée par Emma Roberts).
En 2015, il a joué dans le film A Light Beneath Their Feet de Valerie Weiss aux côtés de Taryn Manning ,Maddie Hasson et Madison Davenport.
En 2016, il a joué dans le film Summer of 8 (en) de Ryan Schwartz aux côtés de Shelley Hennig, Matt Shively et Rachel DiPillo.
De 2017 à 2018, il a joué Rainer Devon aux côtés de Bella Thorne dans la série américaine Famous in Love, développée par Rebecca Serle et I. Marlene King et diffusée entre le 18 avril 2017 et le 30 mai 2018 sur Freeform.
En 2020, il a joué dans le film Kappa Kappa Die de Zelda Williams aux côtés de Katherine McNamara et Britt Robertson. 
En 2021, il rejoint le casting des films After : Chapitre 3 (After We Fell) et After : Chapitre 4 (After Ever Happy) de Castille Landon (en) aux côtés de Hero Fiennes-Tiffin et Josephine Langford.
Le 11 janvier 2021, il rejoint la mini-série dramatique historique américaine Women of the Movement (en) diffusée sur ABC en 2021 dans le rôle de Roy Bryant. Créée et écrite par Marissa Jo Cerar, elle est produite par Gina Prince-Bythewood, Jay-Z, Will Smith, James Lassiter et Aaron Kaplan. La mini-série est centrée sur Mamie Till, une enseignante, militante américaine (interprétée par Adrienne Warren), qui a consacré sa vie à demander justice pour son fils Emmett Till (joué par Cedric Joe) assassiné dans le Mississippi le 28 août 1955 à l'âge de 14 ans après avoir été accusé de flirter avec une caissière blanche, Carolyn Bryant.

## Filmographie

### Films
- 2003 : The Honor System : Peg
- 2004 : The Three Body Problem : Byron
- 2005 : Calvin et Tyco : Preston Price
- 2005 : Bad News Bears : Joey
- 2006 : Keeping Up with the Steins : Zachary Stein
- 2007 : Think Tank : Young Dex
- 2008 : A Day's Work : Zack
- 2009 : Les Zintrus : Tom Pearson
- 2009 : Arcadia Lost : Sye
- 2010 : Valentine's Day de Garry Marshall : Alex
- 2012 : Struck de Brian Dannelly : Nicholas Forbes
- 2014 : Heavy Water de Andrew Donoho : River
- 2015 : A Light Beneath Their Feet de Valerie Weiss : Jeremy
- 2015 : Circle de Aaron Hann et Mario Miscione : l'étudiant
- 2015 : Nightlight de Scott Beck et Bryan Woods : Chris
- 2016 : Summer of 8 (en) de Ryan Schwartz : Jesse
- 2020 : Kappa Kappa Die de Zelda Williams : Stewart
- 2021 : After : Chapitre 3 (After We Fell) de Castille Landon (en) : Robert
- 2022 : After : Chapitre 4 (After Ever Happy) de Castille Landon (en) : Robert

### Séries
| Année      | Série                      | Rôle                   | Épisode(s) d'apparition                   |
| ---------- | -------------------------- | ---------------------- | ----------------------------------------- |
| 2003       | FBI : Portés disparus      | Kyle                   | saison 1 épisode 22                       |
| 2003       | Jimmy Kimmel Live          | Kid                    | saison 1 épisode 134                      |
| 2003       | Run of the House           | Kurt jeune             | saison 1 épisode 7                        |
| 2003-2004  | The Bernie Mac Show        | Michael                | saison 2 épisode 19, saison 3 épisode 15  |
| 2004       | Scrubs                     | The Todd jeune         | "Mon mentor torturé", saison 3 épisode 15 |
| 2004       | Oliver Beene               | Boy                    | saison 2 épisode 15                       |
| 2004       | Everwood                   | David Beck             | saison 3 épisode 3                        |
| 2004-2005  | Allie Singer               | Eli Pataki             | saison 1 épisodes 1; 3; 5; 6; 7 et 9      |
| 2005       | Lost : Les Disparus        | Tom jeune              | saison 1 épisode 22                       |
| 2005       | Les Experts : Manhattan    | Will Galanis           | saison 1 épisode 11                       |
| 2005-2006  | Surface                    | Miles Barnett          | saison 1 (15 épisodes)                    |
| 2006       | Les Experts : Miami        | Raymond Caine (Junior) | saison 5 épisode 1                        |
| 2006       | Dr House                   | Mark McNeil            | "Retour en force" saison 3 épisode 1      |
| 2006       | Les 4400                   | Todd Barstow           | saison 3 épisode 6                        |
| 2007       | Viva Laughlin              | Jack Holden            | saison 1 épisodes 1; 2 et 7               |
| 2009       | Lie to Me                  | Rick Massey            | saison 2 épisodes 8 et 22                 |
| 2010       | The Following              | Preston Tanner         | saison 2 épisodes 12, 13, 14 et 15        |
| 2017 -2018 | Famous in Love             | Rainer Devon           | Personnage principal (20 épisodes)        |
| 2020       | The Shadow Diaries         | Cooper Rose            | 5 épisodes                                |
| 2021       | Women of the Movement (en) | Roy Bryant             | mini-série - 6 épisodes                   |

## Distinctions
| Année | Résultat   | Récompense         | Catégorie | Travail nommé             |
| ----- | ---------- | ------------------ | --- | ------------------------- |
| 2005  | Nomination | Young Artist Award | Meilleure interprétation dans une série télévisée - Jeune invité tenant un premier rôle masculin ("Guest star") | Everwood (2002)           |
| 2005  | Nomination | Young Artist Award | Meilleure interprétation dans une série télévisée - Jeune acteur ayant un rôle récurrent                        | Allie Singer (2004)       |
| 2005  | Nomination | Young Artist Award | Meilleure interprétation dans une série télévisée - Second rôle masculin                                        | Allie Singer (2004)       |
| 2006  | Récompensé | Young Artist Award | Meilleure interprétation dans un long-métrage                                                                   | Une équipe d'enfer (2005) |
| 2006  | Récompensé | Young Artist Award | Meilleure interprétation dans une série télévisée - Premier rôle masculin                                       | Surface (2005)            |
| 2006  | Nomination | Young Artist Award | Meilleure interprétation dans une série télévisée - Jeune acteur                                                | Allie Singer (2004)       |
| 2008  | Nomination | Young Artist Award | Meilleure interprétation dans une série télévisée - Premier rôle masculin                                       | Viva Laughlin (2007)      |
| 2008  | Récompensé | Festival Award     | Meilleure interprétation dans un court-métrage                                                                  | A Day's Work (2008)       |
| 2008  | Récompensé | Festival Award     | Meilleure interprétation dans un court-métrage                                                                  | A Day's Work (2008)       |
| 2008  | Récompensé | Special Jury Award | Meilleur jeu | A Day's Work (2008)       |